# Binsfeld
Binsfeld là một xã ở huyện Bernkastel-Wittlich, trong bang Rheinland-Pfalz, Xã Binsfeld có diện tích 9,98 km², dân số thời điểm ngày 31 tháng 12 năm 2006 là 1126 người.